# Oskar Kerson
Oskar Kerson (* 30. Apriljul. / 12. Mai 1887greg. im Krug Laatre, damals Landgemeinde Sangaste, Gouvernement Livland; † 30. Dezember 1980 in London) war ein estnischer Industrieller. Er war von 1968 bis zu seinem Tod Exil-Präsident der estnischen Zentralbank (Eesti Pank).

## Frühe Jahre
Oskar Kerson wurde als Sohn des Schankwirt-Ehepaares Jakob (1857–1893) und Alvine Kerson (geborene Lutz, 1864–1949) geboren. Der Vater starb früh. Bis 1903 besuchte Oskar Kerson die Realschule in Valga. Ab 1904 war er an der Apotheke Alexandershöhe in der livländischen Hauptstadt Riga beschäftigt. 1907 legte an der Universität in Tartu sein Examen als Hilfs-Apotheker ab.
Von 1907 bis 1909 ging Kerson auf die Handelsschule Richard Murmann in Riga. 1909/1910 besuchte der die Handelsschule in Nischni Nowgorod. Anschließend studierte er von 1910 bis 1914 Agrarwissenschaften am Rigaer Polytechnikum.
Mit Ausbruch des Ersten Weltkriegs wurde Kerson an die Militärschule im russischen Kasan einberufen. Während des Krieges war er unter anderem in Sankt Petersburg (1915/16) und ab 1917 in Turkestan eingesetzt. Anschließend war er als Lehrer an einem Mädchengymnasium in Taschkent tätig.
Mit Ausrufung der eigenstaatlichen Republik Estland kehrte Kerson 1920 aus Turkestan in seine Heimat zurück. 1921/22 war er Sekretär des Landwirtschaftlichen Zentralverbands „Estonia“ (Põllumajanduslik Keskühisus „Estonia“). Er war außerdem Mitglied der estnisch-(sowjet-)russischen Handelsdelegation. Von 1924 bis 1926 war Kerson Handelsattaché an der estnischen Gesandtschaft in Moskau.

## Industrieller
Oskar Kerson gründete 1927 die Aktiengesellschaft Eesti Kunstsarve Tehased O. Kerson & Ko mit Sitz in Tallinn. Das international tätige Unternehmen war auf die Herstellung von Kunsthorn spezialisiert. Kerson wurde so zu einem der bedeutendsten und wohlhabendsten estnischen Industriellen der Zwischenkriegszeit.
Gleichzeitig war er griechischer Honorarkonsul in Estland. Seine Mitte der 1930er Jahre von dem Architekten Edgar Johan Kuusik erbaute Villa in Nõmme war eine der herausragenden funktionalistischen Wohnbauten im Tallinn der damaligen Zeit.

## Exil
Mit der (ersten) sowjetischen Besetzung Estlands 1940 wurden seine Betriebe enteignet und verstaatlicht. Kerson floh im Juli 1940 vor der Verfolgung nach Deutschland.
Während der deutschen Besetzung Estlands im Zweiten Weltkrieg war Kerson von 1941 bis 1944 Präsident der Estnischen Wirtschaftskammer (Eesti Majanduskoda). Vor der (zweiten) sowjetischen Besetzung des Landes floh Kerson im Juli 1944 vor der heranrückenden Roten Armee ins westliche Exil. Er lebte bis 1948 in Deutschland, dann in Irland und ließ sich schließlich in Großbritannien nieder. 1972 veröffentlichte er dort seine Memoiren.
Am 21. Januar 1968 ernannte ihn die estnische Exilregierung unter Tõnis Kint zum Exil-Präsidenten der estnischen Zentralbank (Eesti Pank). Kerson hatte das Amt bis zu seinem Tod Ende 1980 inne.

## Privatleben
Oskar Kerson war mit Tatjana Kerson (geborene Dorožinska, 1898–1966) verheiratet. 1933 wurde die gemeinsame Tochter Mirjam geboren.